# Бузгалин, Александр Владимирович
Алекса́ндр Влади́мирович Бузга́лин (19 июля 1954, Москва — 18 октября 2023) — советский и российский экономист, теоретик и публицист «левого» фланга общественной мысли. Профессор (1993), доктор экономических наук (1989), заслуженный профессор МГУ (2004). Член ЦК КПСС (1990—1991).
Профессор кафедры политической экономии экономического факультета МГУ имени М. В. Ломоносова, директор и создатель Центра современных марксистских исследований философского факультета МГУ, вице-президент Вольного экономического общества России.

## Биография
Из семьи инженера-ракетчика; мать — Нина Ивановна Бузгалина, отец — Владимир Николаевич Бузгалин.
Учился в нескольких школах. В 1971 году поступил на экономический факультет МГУ им. М. В. Ломоносова, а по его окончании (в 1976 году) — в аспирантуру того же факультета, на котором работает с 1979 года. Со студенческих лет поддерживает дружеские отношения с Андреем Колгановым. В 1979 году защитил диссертацию на соискание учёной степени кандидата экономических наук «Противоречия планомерной организации социалистического производства», в 1989 году — доктора экономических наук «Планомерность социалистического производства: содержание и направления совершенствования в современных условиях». Доцент (1990). C 1991 года по настоящее время профессор кафедры политической экономии экономического факультета МГУ. Под его началом защитилось более 25 кандидатов и докторов наук. Главный редактор журнала «Вопросы политической экономии».
С середины 1980-х годов принимает активное участие в общественно-политической жизни — организация дискуссионного кружка в МГУ, затем клуба независимых марксистских исследований. Принимал участие в создании Федерации социалистических общественных клубов (ФСОК). Затем стал инициатором создания и лидером Марксистской платформы в КПСС, по квоте которой — в 1990—1991 годах член ЦК КПСС. Сергей Борисович Скворцов вспоминал: «Когда незадолго до ГКЧП на Пленуме ЦК был поднят вопрос об отставке Горбачёва, Бузгалин был в числе тех четырёх (из почти четырёхсот членов ЦК), кто проголосовал „за“».
На трибуне ХХVIII Съезда КПСС (1990) предупреждал о грозящих политических катастрофах: «Товарищи. Мы накануне общенационального пожара, и я хочу чтобы мы это поняли. Вопрос стоит так: либо мы делом докажем народу, что с нами он выйдет из кризиса лучше чем без нас, либо народ отвернется от коммунизма. И делать это должен каждый из нас».
В 1991 году принял участие в основании независимого левого журнала «Альтернативы», его главред. В начале 1994 года А. В. Бузгалин стал инициатором создания новой общественной структуры — движения «Учёные за демократию и социализм», — сконцентрировав усилия на организации в первую очередь научно-теоретической и пропагандистской работы.
В 1993 году вместе с другими членами движения «Альтернативы» занимался правозащитной деятельностью, препятствуя репрессиям в отношении сторонников Верховного совета, разыскивая и информируя родственников о судьбе арестованных и выживших. На своей квартире провел под запись разговоры с защитниками Верховного совета, документируя факты расправы, итогом пережитого и записанного стала совместная с Андреем Колгановым книга «Кровавый октябрь в Москве. Хроника, свидетельства, анализ событий. 21 сентября — 4 октября 1993 г.».
В 1990-е годы совместно с членами движения «Альтернативы» помогал и способствовал рабочему движению, проводил множество встреч с рабочими, помогая выработать тактику защиты своих прав, а так же отстаивания предприятий от частых в то время рейдерских захватов. Обрывочные свидетельства об этом можно найти в книге «Нонконформизм…» (2004) Людмилы Булавки и видеозаписи похорон Бузгалина. (Более детальные свидетельства и анализ этих событий в дальнейшем ожидает своих историков.)
Успешная активная деятельность движения «Учёные за демократию и социализм» и развитие сети активных читателей и распространителей журнала «Альтернативы» позволили к 2000 году провести учредительные мероприятия и зарегистрировать Всероссийское общественное движение «Альтернативы». В 2005 и 2006 гг. выступал одним из инициаторов и организаторов первого и второго Российских социальных форумов. В 2018 году был инициатором и главным организатором Третьего Российского социального форума. Являлся директором Института социоэкономики Московского финансово-юридического университета.

Профессор А. В. Бузгалин

Основоположник, идейный вдохновитель и неформальный лидер «Постсоветской школы критического марксизма», известен своей концепцией «мутантного социализма» в СССР, объясняющей что развитие страны по пути социализма было хоть и неизбежным, но преждевременным, что вызвало серьезные деформации социализма в годы культа личности, ставшие причиной краха социалистической системы. Несмотря на то, что об этих опасностях предупреждал еще Ленин в своих последних диктовках и в своей постоянной критике бюрократизма, российские левые сталинистского толка относят Бузгалина к идейному течению троцкизма, что однако не подтверждается ни одним письменным или устным словом самого Бузгалина или его соавторов. Испытал влияние идей Ильенкова. 
Почётный работник высшего профессионального образования РФ (2015). В его память назван Политэкономический конгресс имени А.В. Бузгалина.
Автор более 350 опубликованных работ, в том числе 26 авторских и написанных в соавторстве с А. И. Колгановым монографий, 4 учебников и учебных пособий; более ста статей опубликовано в центральных научных журналах России («Вопросы экономики», «Вопросы философии», «Вестник МГУ» и др.). В 2018 году учебник «Классическая политическая экономия» А. В. Бузгалина, А. И. Колганова, О. В. Барашковой стал лауреатом общественной премии «Экономическая книга года».
Заявлял, что «все марксисты говорят о том, что сталинский террор — это преступление против человечества».

## Личная жизнь
Супруга — Людмила Алексеевна Булавка-Бузгалина — доктор философских наук, культуролог, соавтор многих статей и книг, известная своими работами о советской культуре и «социальном творчестве масс» в 1920-е годы.